# Allen Woodring
Allen Woodring, född 15 februari 1898 i Hellertown i Pennsylvania, död 15 november 1982 i Clearwater i Florida , var en amerikansk friidrottare.
Woodring blev olympisk mästare på 200 meter vid olympiska sommarspelen 1920 i Antwerpen.